# Кузина, Екатерина Викторовна
Екатери́на Ви́кторовна Ку́зина (род. 28 июня 1991) — российская легкоатлетка, специалистка по бегу на короткие дистанции. Выступала за сборную России по лёгкой атлетике в 2010-х годах, чемпионка Европы среди молодёжи, призёрка командного чемпионата Европы, победительница и призёрка первенств всероссийского значения. Представляла Москву. Мастер спорта России международного класса.

## Биография
Екатерина Кузина родилась 28 июня 1991 года. Занималась лёгкой атлетикой в Москве.
Впервые заявила о себе на международном уровне в сезоне 2011 года, когда вошла в состав российской национальной сборной и выступила на молодёжном европейском первенстве в Остраве, где вместе с соотечественницами Екатериной Филатовой, Алёной Тамковой и Ниной Аргуновой одержала победу в эстафете 4 × 100 метров (изначально россиянки финишировали вторыми, но после дисквалификации команды Украины переместились в итоговом протоколе на первую строку).
В 2012 году в беге на 60 метров победила на молодёжном зимнем всероссийском первенстве в Саранске, в беге на 100 метров была лучшей на Мемориале Куца в Москве и на молодёжном всероссийском первенстве в Ерино. Принимала участие в чемпионате Европы в Хельсинки — в финале эстафеты 4 × 100 метров заняла четвёртое место.
В 2013 году победила в 100-метровой дисциплине на командном чемпионате России в Сочи, была третьей в эстафете 4 × 100 метров на командном чемпионате Европы в Гейтсхеде. Будучи студенткой, представляла страну на домашней Универсиаде в Казани, где дошла до полуфинала на дистанции 100 метров и заняла четвёртое место в эстафете 4 × 100 метров. В качестве запасной бегуньи присутствовала в российской эстафетной команде на домашнем чемпионате мира в Москве, но в итоге выйти здесь на старт ей не довелось.
В 2015 году стартовала в эстафете 4 × 100 метров на Универсиаде в Кванджу.
В 2016 году на чемпионате России в Чебоксарах с московской командой одержала победу в эстафете 4 × 100 метров.
На чемпионате России 2017 года в Жуковском вновь победила в эстафете 4 × 100 метров.
За выдающиеся спортивные достижения удостоена почётного звания «Мастер спорта России международного класса» (2012).